# Föderation der Bayerischen Benediktinerinnenabteien
Die Föderation der Bayerischen Benediktinerinnenabteien ist ein Zusammenschluss selbstständiger Klöster der Benediktinerinnen in Bayern, Österreich und den USA.

## Geschichte
Mit päpstlichen Dekret vom 7. Juli 1986 wurde die Föderation der Abteien der Bayerischen Benediktinerinnen als monastische Konföderation mehrerer selbstständiger Frauenklöster innerhalb der Benediktinischen Konföderation errichtet. In den Jahren 1985–1987 wurden die Konstitutionen für die neu errichtete Föderation erarbeitet. Am 25. März 1987 erfolgte die vorläufige Approbation der Konstitutionen durch die Kongregation für die Ordensleute und Säkularinstitute („Ordenskongregation“) in Rom. Sie traten am 11. Juli 1987 in Kraft.
Am 1. Januar 1992 schließlich wurden die Konstitutionen durch den Heiligen Stuhl in Rom endgültig approbiert.

## Klöster der Föderation
- Abtei Sankt Walburg in Eichstätt
- Abtei Nonnberg in Salzburg
- Abtei Frauenchiemsee
- Abtei Maria Frieden in Kirchschletten
- Abtei Sankt Gertrud in Tettenweis
- St. Emma Monastery in Greensburg (Pennsylvania) in den USA
- Abbey of St. Walburga in Virginia Dale (Colorado) in den USA